# 切爾沃納恰加里夫卡
48°37′37″N 26°30′49″E / 48.62694°N 26.51361°E
切爾沃納恰加里夫卡（烏克蘭語：Червона Чагарівка），是烏克蘭的村落，位於該國西部赫梅利尼茨基州，由卡緬涅茨-波多利斯基區負責管轄，始建於1929年，面積2.3平方公里，2001年人口152。